# Attalea dahlgreniana
Attalea dahlgreniana là loài thực vật có hoa thuộc họ Arecaceae. Loài này được (Bondar) Wess.Boer mô tả khoa học đầu tiên năm 1965.